# Unforgettable (tv-serie)
 For alternative betydninger, se Unforgettable. (Se også artikler, som begynder med Unforgettable)
Unforgettable (tidligere med titlen The Rememberer) er en amerikansk kriminalitet / mysterium tv-serie, der havde premiere på CBS den 20. september 2011. Serien følger en kvindelig kriminalbetjent med en usædvanlig detaljeret hukommelse.
Unforgetable havde premiere på TV3 mandag d. 21 maj 2012.

## Synopsis
Den tidligere kriminalbetjent Carrie Wells havde egentligt droppet med at opklare forbrydelser. Carrie Wells lider af hyperthymesia, en sjælden lidelse, der giver hende en fotografisk hukommelse Hun bliver modvilligt en del af New York City Police Department s Queens drab enhed efter hendes tidligere kæreste og partner beder om hjælp med at løse en sag. Flytningen giver hende mulighed for at prøve at finde ud af den ene ting, hun ikke har været i stand til at huske, hvilket er hvad der skete den dag, hendes søster blev myrdet.